# Dismaland
Dismaland est un projet artistique temporaire prenant la forme d'un parc d'attractions. Créé par l'artiste britannique Banksy, il est situé dans la station balnéaire de Weston-super-Mare, en Angleterre, sur le site d'une ancienne zone de loisirs.

## Présentation

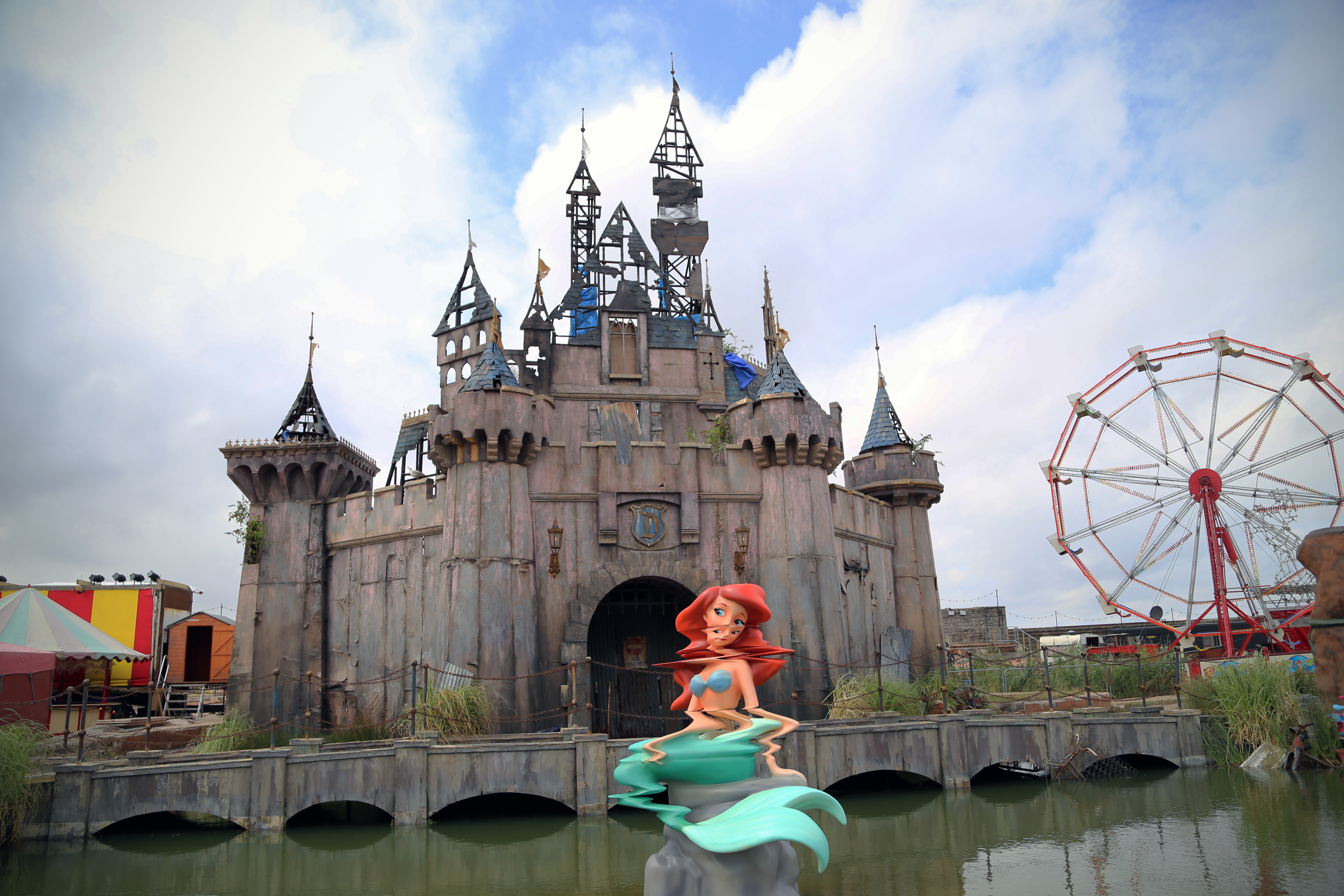
Le château.

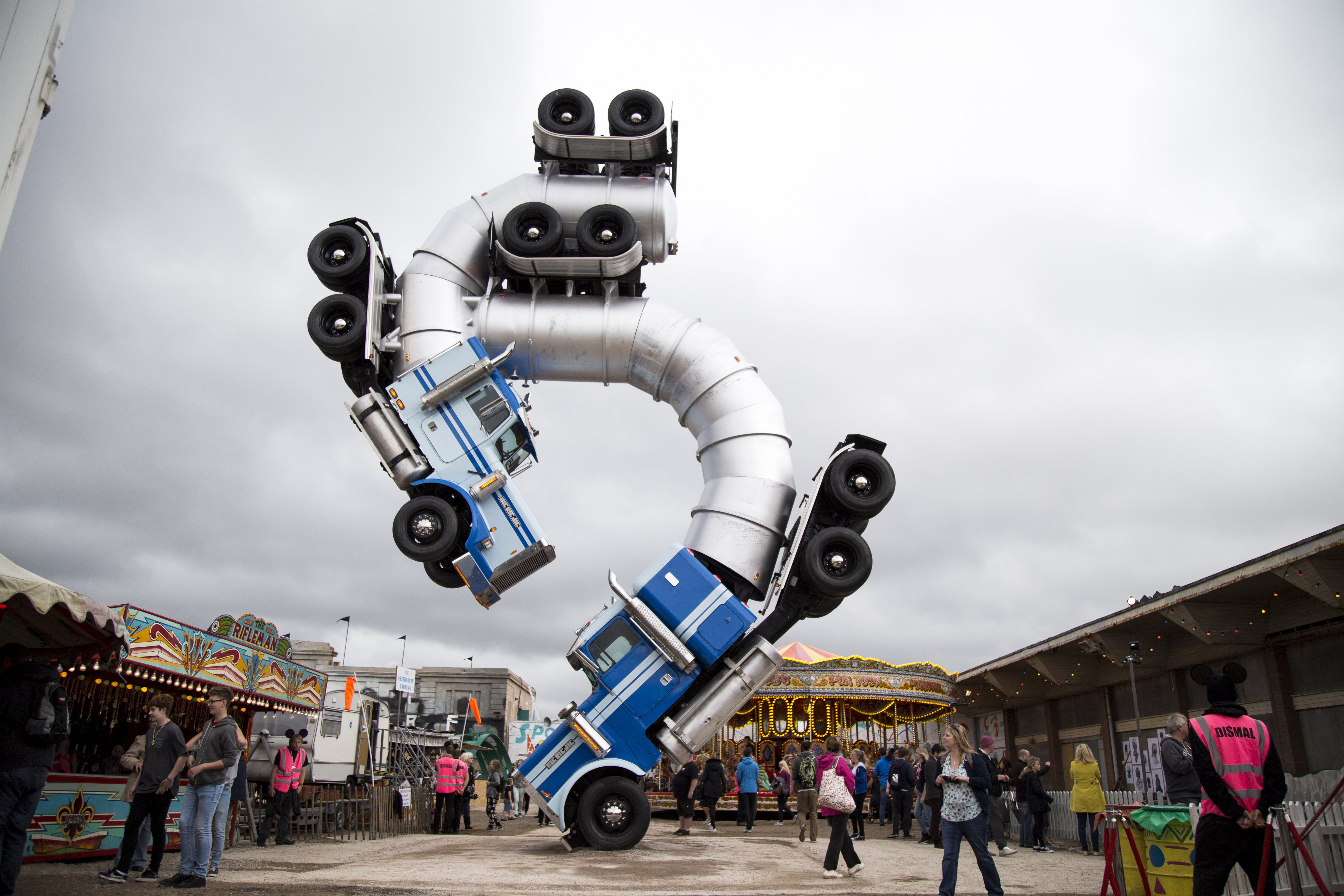
Big Rig Jig.

Dismaland est un mot-valise composé de dismal (lugubre) et land. Il est présenté comme une « version sinistre de Disneyland ». Banksy le décrit comme « un parc à thème familial inadapté aux enfants »
Ce projet a été déguisé en plateau de tournage lors de sa construction afin de conserver le plus grand secret. Il est construit sur un lieu anciennement connu sous le nom de « Tropicana » qui offrait une piscine en plein air. L'emplacement n'a pas été choisi au hasard car Banksy allait régulièrement sur ce lieu durant sa jeunesse, ainsi il a voulu faire revivre un souvenir d'enfant. Un millier de billets gratuits ont été distribués aux résidents de la ville de Weston-super-Mare.
L’accès au parc se faisait en journée, de 11 heures à 18 heures, ou en soirée, de 19 heures à 23 heures. Le prix du billet d'entrée du parc était de 3 £ soit 4,20 €. Avec ses 4 000 visiteurs par jour, le parc a rapporté 20 millions de livres. Le personnel d'accueil y avait pour mission d'être froid et distant. Le parc se composait de diverses attractions payantes en supplément de l'entrée, d'un coût d'environ 1 à 2 livres au maximum. Banksy détourne les attractions connues du grand public comme la pêche aux canards ou le carrousel.
En effet, les canards sont gluants de mazout et le manège de chevaux de bois est devenu la proie d’un serial killer, qui massacre ses poulains pour en faire des lasagnes. On trouve dans le même état d'esprit un jeu permettant de piloter sur un plan d’eau des petits bateaux remplis à ras bord de migrants qu’on ne réussit jamais à faire débarquer…
Le public trouve également des sculptures en forme de dollar créée à partir de deux camions de transport de pétrole, Big Rig Jig, que les visiteurs peuvent escalader de l’intérieur.
Il est composé des œuvres de 58 artistes (Damien Hirst, Mike Ross (en), etc.) et propose des concerts chaque vendredi (Run the Jewels, Massive Attack, Pussy Riot). L'exposition a attiré de nombreuses célébrités, y compris internationales telles que Brad Pitt, Mark Ronson ou bien Jack Black.
Ce parc était une exposition, c'est pour cette raison qu'une date de fermeture était prévue.
Le 27 septembre 2015, Banksy déclare qu'il est prévu que la structure du parc déménage à Calais, dans le but d'être utilisée pour construire des abris pour les réfugiés.